# 발리카 바두
《발리카 바두》(힌디어: बालिका वधू, 영어: Balika Vadhu)는 2008년부터 2016년까지 방영된 인도의 텔레비전 드라마이다.